# Tour de Turquía 2009
El Tour de Turquía 2009, la 45.ª edición de la prueba, tuvo lugar del 12 al 19 de abril de 2009, sobre un trazado de 1212 km. 
Estuvo en el UCI Europe Tour, dentro de la categoría 2.1.
El ganador final fue el sudafricano Daryl Impey, del equipo Barloworld-Bianchi.

## Equipos participantes
Tomaron parte en la carrera 20 equipos con 8 ciclistas cada uno (excepto el Lampre que empezó con 7 y el ISD-Neri que empezó con 6), siendo en total 157 los ciclistas que la comenzaron. Los equipos participantes fueron:

### EquiposUCI ProTeam
- Silence-Lotto
- Fuji-Servetto
- Team Milram
- Lampre
- Quick Step

### EquiposProfesionales Continentales
- PSK Whirlpool-Author
- Contentpolis-AMPO
- Xacobeo Galicia
- ISD-Neri
- ELK Haus
- Vorarlberg-Corratec
- Barloworld-Bianchi
- CSF Group Navigare
- Acqua & Sapone

### EquiposContinentales
- Rabobank Continental
- Team Neotel
- Loborika
- Cycling Club Bourgas

### Equipos nacionales
- Equipo Nacional de Turquía
- Equipo Nacional de Alemania

## Etapas
| Etapa | Ruta              | Distancia | Fecha                  | Ganador de la etapa |
| ----- | ----------------- | --------- | ---------------------- | ------------------- |
| 1ª    | Estambul-Estambul | 142 km    | domingo, 12 de abril   | Mauro Finetto       |
| 2ª    | Esmirna-Kusadasi  | 132,5 km  | lunes, 13 de abril     | David García Dapena |
| 3ª    | Kuşadası-Bodrum   | 166,1 km  | martes, 14 de abril    | André Schulze       |
| 4ª    | Bodrum-Marmaris   | 166,9 km  | miércoles, 15 de abril | Daryl Impey         |
| 5ª    | Marmaris-Fethiye  | 130 km    | jueves, 16 de abril    | Olivier Kaisen      |
| 6ª    | Fethiye-Finike    | 194 km    | viernes, 17 de abril   | Mauro Finetto       |
| 7ª    | Finike-Antalya    | 114,5 km  | sábado, 18 de abril    | Robert Förster      |
| 8ª    | Antalya-Alanya    | 166 km    | domingo, 19 de abril   | Sebastian Siedler   |

## Clasificaciones finales

### Clasificación general
| Posición | Ciclista             | Equipo               | Tiempo      |
| -------- | -------------------- | -------------------- | ----------- |
|          | Daryl Impey          | Barloworld-Bianchi   | 29h 19' 32" |
| 2        | Davide Malacarne     | Quick Step           | + 1"        |
| 3        | David García Dapena  | Xacobeo Galicia      | + 3"        |
| 4        | Gustavo César Veloso | Xacobeo Galicia      | + 10"       |
| 5        | Diego Milán          | Andalucía-CajaSur    | + 1' 42"    |
| 6        | Mauro Finetto        | CSF Group-Navigare   | m.t.        |
| 7        | Ruggero Marzoli      | Acqua & Sapone       | + 1' 45"    |
| 8        | Marco Frapporti      | CSF Group-Navigare   | + 1' 54"    |
| 9        | Martijn Keizer       | Rabobank Continental | + 4' 02"    |
| 10       | Pieter Jacobs        | Silence-Lotto        | + 4' 20"    |

### Clasificación de la montaña
| Posición | Ciclista             | Equipo             | Puntos |
| -------- | -------------------- | ------------------ | ------ |
|          | Gonzalo Rabuñal      | Xacobeo Galicia    | 22     |
| 2        | Marco Frapporti      | CSF Group-Navigare | 18     |
| 3        | Gustavo César Veloso | Xacobeo Galicia    | 12     |

### Clasificación por puntos
| Posición | Ciclista      | Equipo             | Puntos |
| -------- | ------------- | ------------------ | ------ |
|          | Daryl Impey   | Barloworld-Bianchi | 62     |
| 2        | Diego Milán   | Acqua & Sapone     | 58     |
| 3        | Mauro Finetto | CSF Group-Navigare | 44     |

### Clasificación de los sprints especiales
| Posición | Ciclista           | Equipo             | Puntos |
| -------- | ------------------ | ------------------ | ------ |
|          | Alessandro Fantini | Acqua & Sapone     | 11     |
| 2        | Diego Caccia       | Barloworld-Bianchi | 6      |
| 3        | Filipo Savini      | CSF Group-Navigare | 5      |

### Clasificación por equipos
| Posición | Equipo             | Tiempo      |
| -------- | ------------------ | ----------- |
|          | Barloworld-Bianchi | 87h 55' 34" |
| 2        | CSF Group-Navigare | + 5' 38"    |
| 3        | Quick Step         | + 10' 16"   |